# Alfonso Ortiz Tirado
Alfonso Ortiz Tirado (* 24. Januar 1893 in Álamos, Sonora; † 7. September 1960 in Mexiko-Stadt) war ein mexikanischer Arzt und Sänger, der sowohl als Interpret von Boleros als auch von Opern bekannt wurde.

## Leben
Ortiz war ausgebildeter Mediziner. Als solcher unterrichtete er an der Universidad Nacional Autónoma de México und war Mitglied der Academia Americana de Cirugía und der Academia Indolatina de Medicina. Er spezialisierte sich auf Gynäkologie und später auf rekonstruierende Orthopädie und war Hausarzt der Malerin Frida Kahlo.
Sein Durchbruch als Opernsänger erfolgte 1928 am Teatro Iris. 1930 erhielt er einen Vertrag des Labels Victor für Plattenaufnahmen in den USA und Sendungen bei der NBC, die seine Stimme 18 Monate lang in der Karibik und Südamerika ausstrahlte. 
Dies führte zu einem Vertrag mit dem argentinischen Sender Radio Splendid, bei dem er Kompositionen von Agustín Lara, Gonzalo Curiel und María Grever sang. Für seine Verdienste um die Verbreitung der mexikanischen Musik in Südamerika wurde er 1936 von der mexikanischen Regierung ausgezeichnet.
Mit dem Erlös seiner Konzertreisen gründete Ortiz 1938 eine orthopädische Klinik. 1948 verkaufte er diese an die Sozialversicherung und wurde Direktor des Hospital de la Mujer. Daneben unternahm er zwischen 1945 und 1953 zahlreiche Konzertreisen und gewann 1955 eine Goldene Schallplatte. Im gleichen Jahr zog er sich aus gesundheitlichen Gründen von der Bühne zurück. 
Seit 1984 wird in seiner Geburtsstadt das Festival Alfonso Ortiz Tirado ausgetragen.